# Ian Howard Marshall
Ian Howard Marshall (12 janvier 1934 - 12 décembre 2015) est un spécialiste écossais du Nouveau Testament. Il fut professeur émérite d'exégèse du Nouveau Testament à l'Université d'Aberdeen, en Écosse. Il a été président de la société savante Tyndale Fellowship for Biblical and Theological Research ; il a également été président de la British New Testament Society et président de la Fellowship of European Evangelical Theologians. Marshall est identifié comme un évangélique d'arrière-plan méthodiste. Il est l'auteur de nombreuses publications, et fut lauréat du Gold Medallion Book Award 2005, pour l'ouvrage New Testament Theology.

## Biographie

### Vie personnelle
Marshall est né le 12 janvier 1934 et était le fils d'Ernest Ewart Marshall et d'Ethel Marshall (née Curran). Marshall a épousé Joyce Proudfoot en 1961 et ils ont eu quatre enfants. Elle est décédée en 1996. En 2011, Marshall a épousé le Dr Maureen Wing Sheung Yeung, ancien président du Evangel Seminary, Hong Kong. Il est décédé d'un cancer du pancréas en 2015.

### Formation
- Doctorat en théologie (DD), Université Asbury
- Maitrise ès arts (MA), Licence en théologie (BD) et Doctorat en philosophie (PhD), Université d'Aberdeen
- Licence ès lettres (BA), Université de Cambridge

### Carrière
Il fut professeur émérite d'exégèse du Nouveau Testament dès 1964 et professeur de recherche honoraire à l'Université d'Aberdeen, en Écosse. Il fut président de la société savante Tyndale Fellowship for Biblical and Theological Research. Il est l'auteur d'au moins 38 livres et de plus de 120 essais et articles.

## Contributions académiques
Les principaux domaines d'intérêts de Marshall dans la recherche étaient l'Évangile de Luc, les Actes des Apôtres, les Épîtres pastorales et certains aspects de la théologie du Nouveau Testament. Il était particulièrement intéressé par le travail de Luc en tant qu'historien et théologien. Il a contribué à une présentation du Nouveau Testament pour les étudiants et a édité une révision et une mise à jour de la Concordance to the Greek Testament de Moulton et Geden afin qu'elle puisse être utilisée avec les éditions majeures actuelles du Nouveau Testament grec ainsi qu'avec les éditions plus anciennes. En 2005, son New Testament Theology fut lauréat du Gold Medallion Book Award 2005. 
Marshall était un critique de la théorie du mythe du Christ. Dans son livre I Believe in the Historical Jesus, il a écrit que l'idée que Jésus n'ait jamais existé « n'a pas réussi à faire une impression significative sur l'opinion scientifique ». Sa contribution à la mini-série télévisée britannique Jesus: The Evidence (Channel 4: 1984) était opposée à celle d'un sceptique, G. A. Wells, incitant Henry Chadwick, professeur (dit « Regius ») de théologie de l'Université de Cambridge, à faire la remarque que les programmes « juxtaposaient parfaitement des opinions savantes sensées avec des opinions si inconventionnelles et difficiles à défendre sur une base rationnelle que du tort a été fait au public par les sociétés représentées ». 
Marshall avait une théologie arminienne. Tout comme Arminius, il pensait que l'expiation illimitée était compatible avec la substitution pénale. Dans Kept by the Power of God (1969), Marshall a affirmé la possibilité d'apostasie. Il a préféré le point de vue de la sécurité conditionnelle comme présentant moins de difficultés exégétiques, point qui a finalement été ajouté à la conclusion de Kept by the Power of God (1995). 

## Publications
- (en) I. Howard Marshall, Bible Study Books - St. Mark, London, Scripture Union, 1968
- (en) I. Howard Marshall, Kept by the power of God : a study of perseverance and falling away, London, Epworth Publishing, 1969
- (en) I. Howard Marshall, Luke: Historian and Theologian, Exeter, Paternoster Press, 1970
- (en) I. Howard Marshall, The Origins of New Testament Christology, Illinois, Intervarsity Press, 1976
- (en) I. Howard Marshall, New Testament Interpretation, Exeter, Paternoster Press, 1977
- (en) I. Howard Marshall, The Gospel of Luke (NIGTC), Exeter, Paternoster Press, 1978
- (en) I. Howard Marshall, I Believe in the Historical Jesus, London, Hodder & Stoughton, 1977
- (en) I. Howard Marshall, The Epistles of John (NICNT), Grand Rapids, Eerdmans, 1978
- (en) I. Howard Marshall, The Acts of the Apostles, Leicester, IVP, 1980
- (en) I. Howard Marshall, Last Supper and Lord's Supper, Exeter, Paternoster Press, 1980
- (en) I. Howard Marshall, Biblical Inspiration, London, Hodder and Stoughton, 1982
- (en) I. Howard Marshall, 1 and 2 Thessalonians (NCB), Grand Rapids, Eerdmans, 1983
- (en) I. Howard Marshall, Jesus the Saviour: Studies in New Testament Theology, London, SPCK, 1990
- (en) I. Howard Marshall, 1 Peter (IVP Commentary Series), Leicester, IVP, 1991
- (en) I. Howard Marshall, The Epistle to the Philippians, London, Epworth Press, 1992
- (en) I. Howard Marshall, The Theology of the Shorter Pauline Letters, Cambridge, Cambridge University Press, 1993
- (en) I. Howard Marshall et D. Peterson, Witness to the Gospel: The Theology of the Book of Acts, Grand Rapids, Eerdmans, 1998
- (en) I. Howard Marshall et Philip H. Towner, A Critical and Exegetical Commentary on The Pastoral Epistles, Edinburgh, T&T Clark, 1999
- (en) I. Howard Marshall, Concordance to the Greek New Testament, London, T&T Clark, 2002
- (en) I. Howard Marshall, Stephen Travis et Ian Paul, Exploring the New Testament, vol. 2, London, SPCK, 2002
- (en) I. Howard Marshall, Kevin J. Vanhoozer et Stanley E. Porter, Beyond the Bible: Moving from Scripture to Theology, Grand Rapids, Baker Academic, 2004
- (en) I. Howard Marshall, New Testament Theology: Many Witnesses, One Gospel, Downers Grove, Inter-Varsity Press, 2004
- (en) I. Howard Marshall, Aspects of Atonement, London, Paternoster Press, 2007

### Citations
1. ↑  Oxford University Press 2019.
2. ↑  Evangel Seminary 2009, Dr. Maureen YEUNG MARSHALL（2004年 至 2013年）.
3. 1 2 3  Bock 2008.
4. ↑  ECPA 2019.
5. ↑  Marshall 2004, p. 16.
6. ↑  Wallis 2016.
7. ↑  Marshall 2005.
8. ↑  Marshall 1969.
9. ↑  Perkins et Marshall 1987, [L'opinion non-calviniste] est également problématique car elle semble remettre en question la puissance absolue de Dieu, mais elle présente peut-être moins de difficultés exégétiques, car elle ne nous oblige pas à donner une interprétation artificielle de passages tels que ceux cités dans Hébreux ci-dessus..
10. ↑  Oropeza 2000, p. 33. « [...] Les vues de Marshall [sur l'apostasie] sont plus en ligne avec la tradition arminienne »

### Sources
- (en) Darrell Bock, « I. Howard Marshall (1934-2015): A Tribute », The Gospel Coalition, Evangelical Christian Publishers Association, 2015
- (en) ECPA, « 2005 Gold Medallion Book Award Winners », Christian Book Expo, Evangelical Christian Publishers Association, 2019
- (zh-HK) Evangel Seminary, « 播神歷史及歷任院長 », Evangel Seminary,‎ 2019
- (en) Robert L. Perkins et I. Howard Marshall, Perspectives on Scripture and tradition : essays in honor of Dale Moody, Macon, Ga, Mercer University Press, 1987 (lire en ligne), « The Problem of Apostasy in New Testament Theology »
- (en) I. Howard Marshall, I Believe in the Historical Jesus, Vancouver, Regent College Publishing, 2004
- (en) I. Howard Marshall, « The Theology of the Atonement », London School of Theology, 2005
- (en) B. J. Oropeza, Paul and Apostasy : Eschatology, Perseverance, and Falling Away in the Corinthian Congregation, Tübingen, Mohr Siebeck, 2000.
- (en) Oxford University Press, « Marshall, Prof. (Ian) Howard », Who's Who, Oxford University Press, 2019
- (en) Richard Wallis, « Channel 4 and the declining influence of organized religion on UK television. The case of Jesus: The Evidence », Historical Journal of Film, Radio and Television, vol. 36, no 4,‎ 2016, p. 668–688 (lire en ligne)